# Nikol Joseph Cauchi
Nikol Joseph Cauchi (maltesisch Nikol Ġużeppi Cauchi, * 2. März 1929 in Għarb, Gozo; † 15. November 2010 in Msida) war ein maltesischer Hochschullehrer, römisch-katholischer Theologe und Bischof von Gozo.

## Leben
Nikol Cauchi besuchte das Lyceum Gozo und studierte später am Diözesanseminar in Victoria. Er empfing am 29. März 1952 die Priesterweihe. An der Päpstlichen Universität Gregoriana in Rom absolvierte er ein Promotionsstudium in Philosophie sowie ein Lizentiat in Sozialwissenschaften am jesuitischen Institut für Soziologie in Rom. 1956 wurde er Pfarrer in Fontana und lehrte zudem als Professor die Fächer Philosophie und Soziologie sowie Italienisch am Priesterseminar in Gozo. 1963 wurde er Präfekt des Seminars von Gozo.
Papst Paul VI. ernannte ihn 1967 zum Titularbischof von Vicus Augusti und bestellte ihn zum Weihbischof in Gozo sowie zum Apostolischen Administrator „sede plena“. Die Bischofsweihe spendete ihm am 9. April 1967 in der Kathedrale Mariä Himmelfahrt in Victoria Erzbischof Martin John O’Connor, Apostolischer Nuntius in Malta; Mitkonsekratoren waren Salvatore Nicolosi, Bischof von Lipari in Italien, und Francesco Ricceri, Altbischof von Trapani auf Sizilien. 1972 erfolgte die Ernennung zum Bischof des seit 1864 existierenden maltesischen Bistums Gozo.
Am 26. November 2005 nahm Papst Benedikt XVI. seinen Rücktritt aus Altersgründen an und ernannte den Pfarrer Mario Grech zu seinem Nachfolger. Cauchi starb nach Komplikationen im Zusammenhang mit einer Lungenentzündung und Herzversagen im Mater Dei Hospital in Msida auf Malta. Er wurde in der Kathedrale Sankt Mariä Himmelfahrt (Santa Marija) in Victoria beigesetzt.

## Wirken
Cauchi war eines der Gründungsmitglieder der Social Action Movement in Gozo. Er war auch ein „moralischer Berater“ des Cana Movement und später dessen Spiritual. Er engagierte sich zudem im Gozo Civic Council. Zwischen 1974 und 1994 war er Vertreter der maltesischen Bischofskonferenz in der Bischofssynode. Er war Dekan und Kanoniker der Basilika St. Georges in Victoria. 2005 wurde er Ehrenmitglied der Ix-Xirka Ġieħ ir-Repubblika, eine der höchsten Ehrungen Maltas. 2007 wurde Cauchi in den Souveränen Malteserorden investiert. Er war einer der Gründungsmitglieder und Ehrenpräsident der JP2 Foundation.